# NGC 6648
NGC 6648 — двойная звезда в созвездии Дракон.
Этот объект входит в число перечисленных в оригинальной редакции «Нового общего каталога».